# Giel Neervoort
Giel Neervoort (Arnhem, 19 mei 1986) is een Nederlandse middenvelder die sinds 2008 als senior onder contract stond bij HFC Haarlem. Na het faillissement van HFC Haarlem speelt hij tot einde van het seizoen voor de zaterdaghoofdklasser VV Bennekom. Na de winterstop ging Neervoort spelen voor De Treffers. Tegenwoordig komt hij uit voor FC Presikhaaf.
Eerder speelde hij in de jeugd bij Arnhemia, Vitesse en PSV.
Neervoort maakte zijn debuut in het betaalde voetbal op 8 augustus 2008 namens HFC Haarlem tegen TOP Oss.

## Carrière
| Seizoen        | Club             | Land      | Competitie     | Wed. | Goals |
| -------------- | ---------------- | --------- | -------------- | ---- | ----- |
| 2008/09        | HFC Haarlem      | Nederland | Eerste divisie | 25   | 1     |
| 2009/10        | HFC Haarlem      | Nederland | Eerste divisie | 6    | 0     |
| Totaal         | Totaal           | Totaal    | Totaal         | 31   | 1     |
| Bijgewerkt tot | 22 december 2009 |           |                |      |       |